# La princesa Mononoke
La princesa Mononoke (もののけ姫 Mononoke Hime?) es una película de animación japonesa escrita y dirigida por Hayao Miyazaki, estrenada en 1997. Fue producida por Studio Ghibli y distribuida por Tōhō. La princesa Mononoke fue el undécimo largometraje de Studio Ghibli y el sexto dirigido por Miyazaki.
Ambientada en un Japón del período Muromachi, se centra en la lucha entre los guardianes sobrenaturales de un bosque y los humanos que profanan sus recursos, visto por el forastero Ashitaka. En realidad, Mononoke (物の怪（もののけ）?) no es un nombre, sino una descripción que puede ser traducida en este contexto como «espíritu vengador»; por lo que el título de la película literalmente podría traducirse como La princesa de los espíritus vengadores.
La cinta fue estrenada en Japón el 12 de julio de 1997, mientras que en Estados Unidos lo fue dos años más tarde, el 29 de octubre de 1999. Fue un éxito de taquilla casi instantáneo, teniendo a su vez una repercusión mediática excepcional, convirtiéndose así en la película de mayor recaudación en Japón de 1997. El filme también fue la mayor película taquillera de Japón hasta el lanzamiento de Titanic en noviembre de ese año. También ocupó el primer puesto de las películas más taquilleras de la historia de Japón hasta el 2001, cuando se estrenó El viaje de Chihiro, otra película escrita y dirigida por Miyazaki. Fue doblada al inglés y distribuida en el continente americano por Miramax, y, aunque la película no gozó del mismo éxito que en su país de origen, obtuvo ventas positivas, aumentando de manera considerable la popularidad de Ghibli y su influencia fuera de Japón.

## Argumento

### La tierra natal de Ashitaka
El último príncipe emishi, Ashitaka, salva a su aldea del ataque de un Tatarigami, un demonio que destruye todo lo viviente con tan solo tocarlo. Usando su arco, Ashitaka le da muerte, siendo herido por este, dejando una oscura marca en su brazo. Al observar el cadáver del monstruo, Ashitaka descubre que en realidad era el dios jabalí Nago, quien fue corrompido hasta convertirse en un tatarigami. Ashitaka consulta a los ancianos de la aldea, temiendo por su vida al sospechar que la herida dejada por el demonio en su mano le haya transmitido su maldición. Estos descubren una enorme bola de hierro en el cuerpo de Nago y comprenden que era la causa de su sufrimiento, lo que llevó al dios a la locura. La anciana del pueblo explica al joven que aunque su herida solamente cubre su brazo, se extenderá por su cuerpo y huesos hasta que muera. La maldición es un arma de doble filo, porque en los momentos donde se deje llevar por el odio obtendrá una fuerza sobrehumana a cambio de que se propague más rápido. Cuando esto ocurre, su brazo se llena de gusanos negros retorciéndose, similares a los que tenía Nago.
La anciana, tras leer la fortuna de Ashitaka, vaticina que solo si viaja hacia el oeste en busca de la tierra natal de Nago y encuentra el lugar de donde proviene la misteriosa bola de hierro tendrá alguna posibilidad de encontrar una cura. También le advierte que durante su viaje deberá «ver con ojos carentes de odio». Al aceptar su destino tiene que aceptar también su exilio de su tierra natal, a la que no podrá volver nunca más, dejando a los emishi sin heredero. Ashitaka monta a Yakul, su leal alce rojo y se dispone a partir sin mirar atrás, ya que está mal visto en la aldea despedirse de alguien que parte al exilio. Solo una persona despide a Ashitaka, su hermana menor Kaya, quien le regala una daga de cristal que le pertenece para que no se olvide de ella.

### Viaje a la ciudad de hierro
En su viaje hacia el oeste, Ashitaka ve cómo unos samuráis saquean un poblado indefenso. Ante tal injusticia, intenta distraerlos usando su arco, pero en ese momento se activa la maldición y le otorga a la flecha un poder sobrenatural. Aunque él solo pretendía distraer a los samuráis, la maldición hace que su disparo vaya con tal fuerza que le arranca los brazos a uno de ellos y decapita a otro. Tras esto, Ashitaka descubre que cuando la maldición aflora, la marca se extiende con mayor velocidad.
En la siguiente aldea se encuentra con un extraño monje, Jigo, quien fue salvado por Ashitaka durante el ataque anterior. Tras mostrarle el trozo de metal extraído de Nago, el monje le comenta que quizá encuentre respuestas en un lugar llamado la «ciudad de hierro». Mientras tanto, en una colina no muy lejana, una manada de kamis del clan del lobo asaltan a una caravana que transporta arroz a la ciudad de hierro. Uno de los lobos es montado por una joven, la princesa Mononoke. La líder de la manada, la diosa Moro, y madre de los otros lobos del grupo, recibe un disparo de Lady Eboshi, la dirigente de la ciudad de hierro, y a causa de este, la diosa cae rodando por la colina. 
En su camino hacia la ciudad de hierro, Ashitaka pasa río abajo de la colina donde tuvo el lugar del combate y donde la corriente ha traído parte de las mercancías, así como muertos y heridos. El muchacho descubre a la manada, donde ve a la princesa Mononoke intentando aliviar la herida de Moro e intenta hablar con ella, pero después de observarle se marchan sin contestarle. Algunos kodamas, o espíritus del bosque, aparecen y Ashitaka les pide ayuda. Ellos lo guían a través del bosque y lo conducen a él, y a dos heridos supervivientes a los que ayuda, a la ciudad de hierro.

### La ciudad de hierro
Ashitaka finalmente llega a la ciudad de hierro, donde se encuentra con Lady Eboshi, quien le revela gran parte de los detalles relacionados con la razón de su maldición. La ciudad de hierro lleva mucho tiempo en guerra con los dioses del bosque debido a la tala de árboles para extraer el metal de las minas. Los dioses y animales, furiosos por la destrucción de su hábitat, han emprendido una guerra contra los humanos. Así, en una batalla entre el clan de los jabalíes y los humanos, Eboshi hirió con su arcabuz a Nago, originando dicha maldición. Ashitaka se enfada por el comportamiento destructivo de Eboshi, sobre todo porque le ha afectado a él. Más tarde, se da cuenta de que Eboshi ha creado en la ciudad de hierro una comunidad donde grupos socialmente repudiados, como los leprosos o las prostitutas, son tratados con dignidad, situación que solo podrá mantenerse si se continúa con la extracción del metal.
San, la princesa de los lobos (la princesa Mononoke), ha intentado varias veces asesinar a Lady Eboshi razonando que la ciudad caería sin su liderazgo. Mientras Ashitaka está en la ciudad, San hace una de estas incursiones, dispuesta a retar a un duelo a Eboshi. Ashitaka se da cuenta de que el duelo es una trampa de la gente de la ciudad y lo detiene. Tras dejar a ambas inconscientes, toma a cuestas a San e intenta dejar la ciudad. Una de las mujeres, que desea venganza por la muerte de su marido, dispara a Ashitaka accidentalmente por la espalda; aun así, este continúa caminando con San a cuestas, a pesar de perder mucha sangre. Finalmente usa la fuerza de su maldición para abrir la puerta de la ciudad (que normalmente necesita de diez personas para ser abierta) y deja la ciudad de hierro montado en Yakul.

### En el bosque
Mientras Ashitaka parte de la ciudad de hierro llevando consigo a San, pierde la fuerza de la maldición y cae de Yakul. Los dos lobos «hermanos» de San intentan devorarlo, pero San los detiene. Por un lado, está furiosa porque Ashitaka interrumpió su ataque a Eboshi, pero por otro está confusa porque él no parecía estar del lado de Eboshi y le extraña ver a un humano ayudarle. San le pide que se explique si quiere seguir vivo. La explicación le enfurece aún más, debido a que ella se considera un lobo y está dispuesta a morir por su causa. Cuando San está a punto de darle un golpe mortal, Ashitaka le dice que es hermosa, antes de caer inconsciente. Un grupo de monos aparece, dispuestos a comerse a Ashitaka para, según ellos, adquirir su fuerza, pero San los detiene.
San, que finalmente siente compasión por él, decide llevarlo al gran estanque sagrado escondido en el corazón del bosque. Deja tumbado a Ashitaka en una pequeña isla en el centro del lago y planta un pequeño tallo al lado de su cuerpo como ofrenda. Después intenta liberar a Yakul, pero el ciervo rechaza la oferta y se queda junto a su amo. 
Antes del amanecer se ve una gigantesca silueta negra cuya estatura rebasa las copas de los árboles caminando en dirección al lago; Jigo permanece escondido junto a un grupo de jibashiri («los que corren a ras del suelo») y les explica que ese es el caminante nocturno, forma que tiene el Shishigami (espíritu del bosque) durante la noche y que al amanecer se transformará en un ciervo con rostro humano; también les recuerda que tienen la misión de cazarlo y decapitarlo por decreto imperial, decreto que también señala que este acto no será considerado un pecado ni les acarreará castigo divino. Mientras vigilan descubren que el dios jabalí Okkoto y su manada llegan al bosque de Shishigami tras varios meses de viaje. Su objetivo es matar a todos los humanos y proteger el bosque o morir en el intento, para conseguir aquello en lo que Nago fracasó.
Finalmente al amanecer, el espíritu del bosque se transforma y aparece ante la solicitud de San. El Shishigami cura la herida de bala de Ashitaka con un toque de su boca, pero no su maldición. Tras varios días en que fue cuidado por San, Ashitaka se ha recuperado lo suficiente para caminar por sí mismo; Moro entabla una conversación con el joven explicándole que la maldición producida por el disparo pronto la matará, pero no sin que antes mate ella a Eboshi. Cuando Ashitaka intenta convencerla de que el mejor camino es la convivencia pacífica, Moro relata cómo fue que adoptó a San después de que sus padres la arrojaran a sus pies para poder huir mientras la devoraba, prefiriendo adoptarla; posteriormente le advierte que abandone el bosque o le matará. Moro desprecia a los humanos, pero no con tanta pasión como San.

### La guerra
Ashitaka está muy preocupado por San y por el bienestar del bosque, pero por otra parte simpatiza con la gente de la ciudad del hierro. Intenta ser mediador en el conflicto y encontrar una solución que satisfaga a ambos bandos, pero tanto Eboshi como San están cegadas por el odio y finalmente no consigue evitar que comience la guerra. La mañana decisiva Ashitaka ya está suficentemente repuesto para irse del bosque y San ha partido hace poco con la manada de Okkoto para cuidarlo, y al ver que no podrá despedirse de ella pide a uno de los hijos de Moro que le entregue la daga de cristal como regalo de despedida.
La guerra tiene lugar a tres bandos. Un poderoso samurái, Asano, ha mandado a sus tropas a atacar por sorpresa la ciudad, demandando la mitad de todo el hierro. En tanto, el clan de Okkoto prepara sus fuerzas para su propia guerra. Lady Eboshi sabe que sus principales enemigos son los humanos y no bestias o dioses, ya que estos son más traicioneros y sus armas son más poderosas que las garras o los colmillos. Eboshi se alía con los Jibashiri, los agentes del emperador que han llegado a la ciudad dirigidos por el monje Jigo para derrotar a los jabalíes y matar a Shishigami. El emperador cree que la cabeza del espíritu del bosque le otorgará la inmortalidad y está dispuesto a pagar gran cantidad de oro por ella. Eboshi deja a las mujeres defendiendo la ciudad, ya que está segura de que son lo suficientemente fuertes como para defenderse. Toma esta decisión en parte porque sabe que sus hombres son buenos cazadores, pero también porque sabe que la traicionarían una vez que su trabajo haya acabado.
Los jabalíes, a pesar de su gran número, caen en las trampas explosivas de los humanos. Solo Okkoto, gravemente herido, sobrevive y escapa acompañado por San. Para matar al Shishigami, los Jibashiri utilizan las pieles de los jabalíes para engañar y confundir el olfato de Okkoto, que es ciego. Cuando este los huele y escucha, cree que son los espíritus de sus guerreros que han regresado de la muerte y busca al Shishigami para que los reviva. Antes de que Okkoto pueda llegar a la isla, los Jibashiri intentan acabar con él, lo que causa que su odio lo sobrepase. Entonces se convierte en un demonio, con muchos gusanos rojos de odio saliendo alrededor de su cuerpo. San intenta expulsar a estos gusanos del jabalí, pero un cazador la deja inconsciente, mientras es engullida por los gusanos demoníacos de Okkoto, quien corre hacia el lago sagrado.
Ashitaka siente que San está en apuros y con uno de los hermanos lobo de San, rescatado del campo de batalla, entra en el bosque a buscarla. Durante su búsqueda, se encuentra con Lady Eboshi y le avisa que el samurái Asano está atacando la ciudad del hierro. Los hombres de Eboshi vuelven hacia la ciudad, pero ella continúa en la caza de Shishigami. Cuando Ashitaka encuentra a San, Okkoto ya ha llegado a la isla sagrada. El príncipe intenta salvar a San de los gusanos, pero Okkotonushi tira a Ashitaka al agua. Moro, que estaba inconsciente a causa del progreso de la infección causada por el proyectil que la hirió, despierta y corre hacía Okkoto, gritando que suelte a su hija. Moro consigue sacar a San de la oscuridad del jabalí, usando la poca fuerza que le queda para salvar a San en lugar de luchar contra Eboshi. Ashitaka toma a San de la boca de Moro y la sumerge en el agua para liberarla de los gusanos malditos que quedaban en su cuerpo.

### El espíritu del bosque
Ya es casi el ocaso y el espíritu del bosque se manifiesta con su forma de ciervo, Eboshi ordena que nadie lo ataque hasta que esté en medio de su transformación al Caminante Nocturno, punto en que será débil. Aun así la mujer le dispara mientras este se dirige hacia el Jabalí, aunque esto no lo mata y sigue hasta aliviar al anciano jabalí quitándole la vida y la maldición, mientras Moro se desmaya nuevamente. Tras esto el espíritu comienza a cambiar al Caminante Nocturno pero, a pesar de los intentos de Ashitaka por detener a Eboshi, en plena transformación le da un disparo que lo decapita. Sin su cabeza, el espíritu se corrompe con la misma maldición que Ashitaka y los jabalíes, inundando el bosque con un lodo que mata todo lo que toca, al mismo tiempo Eboshi es mordida por la cabeza de Moro, perdiendo así un brazo. 
Todo se convierte en una persecución de Ashitaka y San contra Jigo y los cazadores, que insisten en escapar con la cabeza del espíritu, perseguidos por el lodo y por los muchachos que desean purificar al espíritu devolviéndo su cabeza. Jigo escapa contrarreloj esperando la salida del sol, momento en que morirá el espíritu, pero al verse acorralado solo pueden ceder la cabeza a San y Ashitaka. Los muchachos encaran al espíritu corrupto y entregan su cabeza segundos antes del amanecer, siendo devorados rápidamente por la maldición, e instantáneamente el espíritu comienza a purificarse y al momento de amanecer se transforma en una sustancia que inunda toda la zona purificando y reviviendo la tierra que instantes antes mataba y segundos después se desvanece para siempre.

### Conclusión
San y Ashitaka despiertan sanos e ilesos, solo rodeados de bellas montañas recubiertas de flores representando el ciclo de la vida, en el cual los cuerpos alimentan la tierra; aunque ahora Ashitaka es libre de la maldición nota que una mancha ha quedado en su mano recordándole para siempre el significado de lo que vivió y sintió. 
San procede a despedirse de Ashitaka, sosteniendo que a pesar de amarlo él es un humano y ella una habitante del bosque que no puede vivir en otro lado. Ashitaka le comunica a San que se dedicará a construir una nueva ciudad en el sitio junto con los habitantes de la ciudad de hierro, pero que a pesar de esto siempre estará con ella y se verán continuamente. Lady Eboshi, tras sobrevivir, decide que la nueva ciudad será mejor y trabajarán todos sus ciudadanos para que su progreso no cobre un precio tan alto en la naturaleza.

## Personajes

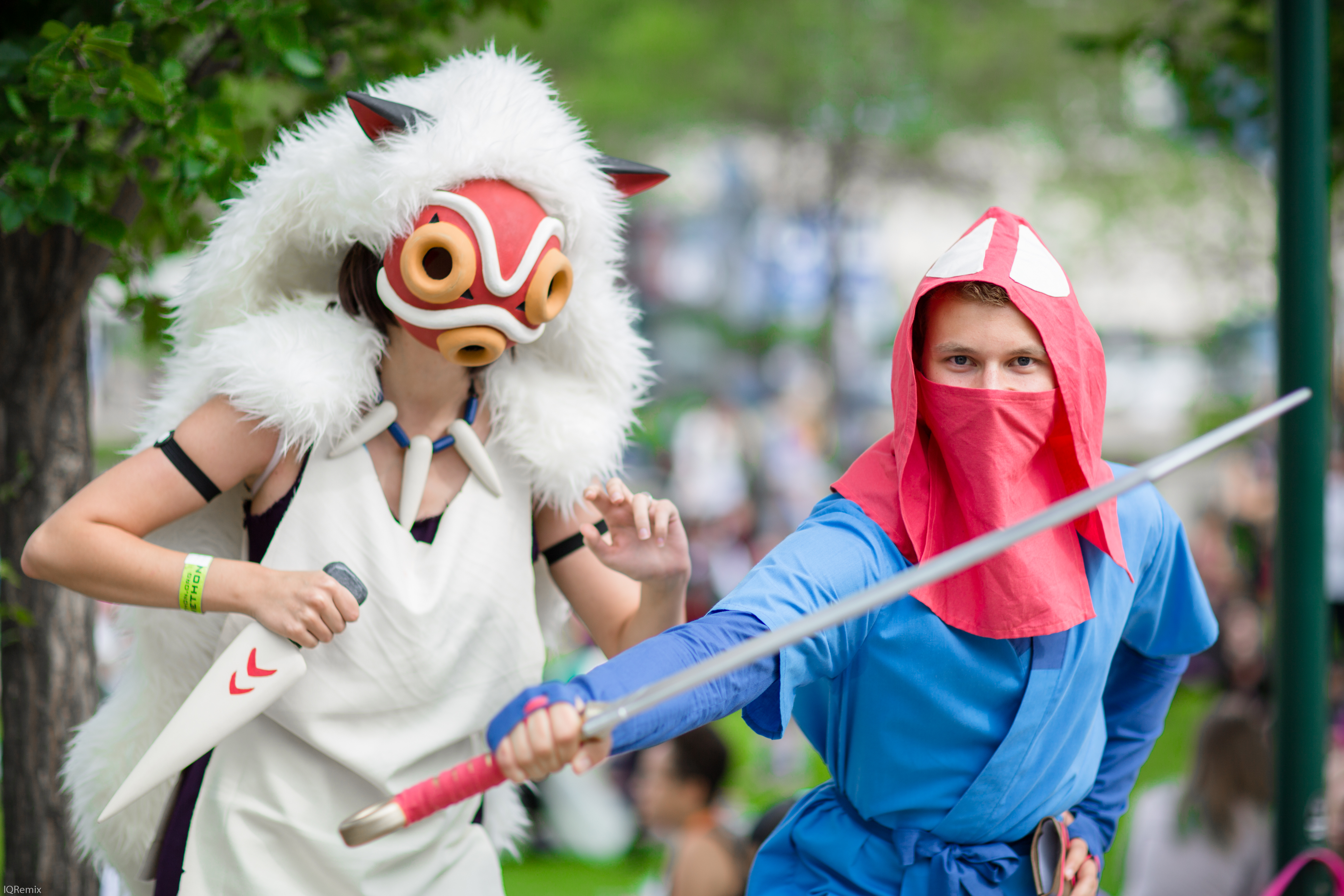
Cosplay de San y Ashitaka, Animethon de 2016.

- Ashitaka (アシタカ?): Es el último príncipe de la tribu emishi, cuyo fiel compañero de viaje es Yakul, un alce rojo. Miyazaki ha comentado que no quería que Ashitaka fuera un héroe típico, diciendo que es un «niño melancólico con un destino», también declarando que la maldición de Ashitaka «es similar a la vida de la gente [en ese momento]».[4] El actor de voz inglés de Ashitaka, Billy Crudup, declaró que le agradaba Ashitaka porque era «un héroe inesperado. Él no es el usual chico salvaje y valiente. Él es solo un muchacho joven y serio que está tratando de vivir una buena vida y proteger a su pueblo».[5]

- San (サン?): La «princesa Mononoke», una joven que fue adoptada y criada por la diosa loba Moro luego de que fuera abandonada por su gente en el bosque. Desprecia a los humanos y desea asesinar a Lady Eboshi por usurpar el bosque a los dioses. A pesar de su odio por la gente, llega a sentir afecto por Ashitaka.

- Lady Eboshi (エボシ御前 Eboshi Gozen?): Es la gobernante de la ciudad de hierro. Mujer de personalidad fuerte y orgullosa, se jacta de no temerle a los hombres ni a los dioses. Tampoco reconoce la autoridad del emperador en su ciudad, siendo dueña de una visión revolucionaria y mostrando una actitud atípica. Eboshi actúa como principal antagonista del filme. Miyazaki comentó que Eboshi es un personaje que se asemeja a una shirabyōshi.[6] La actriz de voz inglesa de Eboshi, Minnie Driver, declaró que estaba interesada en «el desafío de interpretar a una mujer que apoya a la industria y representa los intereses del hombre, en términos de logros y avaricia».[7]

- Jiko-bō (ジコ坊?): Un monje mercenario que forja amistad con Ashitaka en su viaje hacia el oeste. Miyazaki ha dicho que no estaba seguro de si debía hacer de Jiko-bō «un espía del gobierno, un ninja, un miembro de un grupo religioso o sólo un tipo muy bueno». Finalmente terminó por agregarle un poco de cada cosa.[4]

- Kōroku (甲六?): Un habitante de la ciudad de hierro. Es rescatado por Ashitaka y jamás deja de ver a este último como un aliado.

- Gonza (ゴンザ?): Es el dedicado guardaespaldas personal de Lady Eboshi.

- Moro (モロの君 Moro no Kimi?): Es una diosa loba del bosque y madre adoptiva de San.

- Okkoto-nushi (乙事主?): Un dios jabalí ciego.

## Voces
El estudio de doblaje de México fue Estudios Tokio, en Ciudad de México, mientras que el estudio de doblaje de España fue Euroaudiovisual, en Madrid.
| Personaje                     | Seiyū                      | Actores de doblaje               | Actores de voz                        | Actores de voz              |
| ----------------------------- | -------------------------- | -------------------------------- | ------------------------------------- | --------------------------- |
| Ashitaka                      | Yōji Matsuda               | Carlos Enrique Bonilla           | David Robles                          | Billy Crudup                |
| San                           | Yuriko Ishida              | Jahel Morga                      | Eva Díez                              | Claire Danes                |
| Moro                          | Akihiro Miwa               | Ruth Toscano                     | María Luisa Rubio                     | Gillian Anderson            |
| Lady Eboshi                   | Yūko Tanaka                | Diana Pérez                      | Pepa Castro                           | Minnie Driver               |
| Jigo                          | Kaoru Kobayashi            | Juan Alfonso Carralero           | Roberto Cuenca Martínez               | Billy Bob Thornton          |
| Toki                          | Sumi Shimamoto             | Gabriela Michel                  | Amparo Valencia                       | Jada Pinkett Smith          |
| Okkoto                        | Hisaya Morishige           | Arturo Acosta                    | Paco Hernández                        | Keith David                 |
| Gonza                         | Tsunehiko Kamijō           | César Arias                      | Carlos Ysbert                         | John DiMaggio               |
| Kouroku                       | Masahiko Nishimura         | Erick Salinas                    | Luis Bajo                             | John DeMita                 |
| Kaya                          | Yuriko Ishida              | Anaís Portillo                   | Pilar Martín                          | Tara Strong                 |
| Hii-sama                      | Mitsuko Mori               | Love Santini                     | Matilde Conesa                        | Debbie Derryberry           |
| Mujeres de la Torre de Hierro | Takako Fuji Ikaku Yamamoto | Alejandra de la Rosa Magda Giner | María José Maestro María Rosa Guillén | Sherry Lynn Tress MacNeille |

## Producción

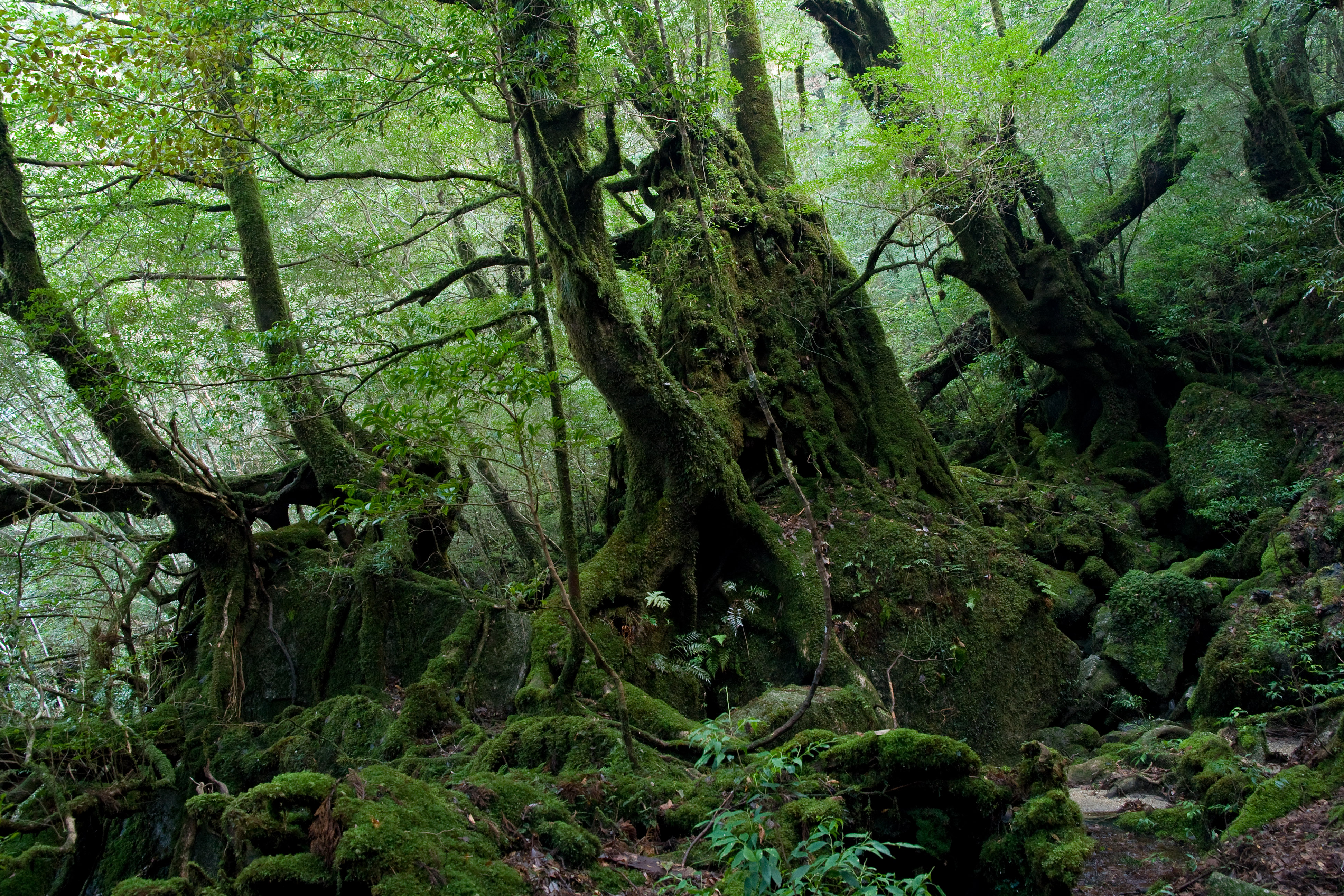
El bosque Shiratani Unsui, en Yakushima, sirvió de inspiración para la película.

A finales de la década de 1970, Miyazaki dibujó bosquejos de una película sobre una princesa que vivía en el bosque con una bestia. Miyazaki comenzó a escribir el argumento de la película y dibujó los guiones gráficos iniciales para la cinta en agosto de 1994. Sin embargo, tuvo dificultades para adaptar sus ideas y visualizaciones iniciales, debido a que varios elementos ya habían sido utilizados en Mi vecino Totoro, así como también a los cambios sociales ocurridos desde la creación de los primeros bocetos y guiones. Este suceso le llevaría a aceptar crear el video promocional para la canción On Your Mark del dúo musical Chage y Aska. De acuerdo con Toshio Suzuki, esto permitió a Miyazaki volver a iniciar la creación del filme con nuevos ánimos. En abril de 1995, el supervisor de animación Masashi Ando ideó los diseños de los personajes basándose en el guion gráfico de Miyazaki. En mayo de 1995, Miyazaki dibujó los guiones gráficos iniciales. Ese mismo mes, Miyazaki y Ando visitaron los antiguos bosques de Yakushima, en la isla de Kyūshū, que previamente también sirvieron de inspiración para el paisaje de Nausicaä del Valle del Viento, y las montañas de Shirakami-Sanchi en el norte de Honshu. Fueron acompañados por un grupo de directores artísticos, artistas de fondo y animadores digitales durante tres días. La animación comenzó oficialmente en julio de 1995. Miyazaki personalmente supervisó cada uno de los 144 000 cm³ (centímetros cúbicos) de la película, y se estima que se rediseñaron escenas de 80.000 de ellos. Los guiones gráficos del final de la película fueron terminados apenas meses antes de la fecha de estreno en Japón.

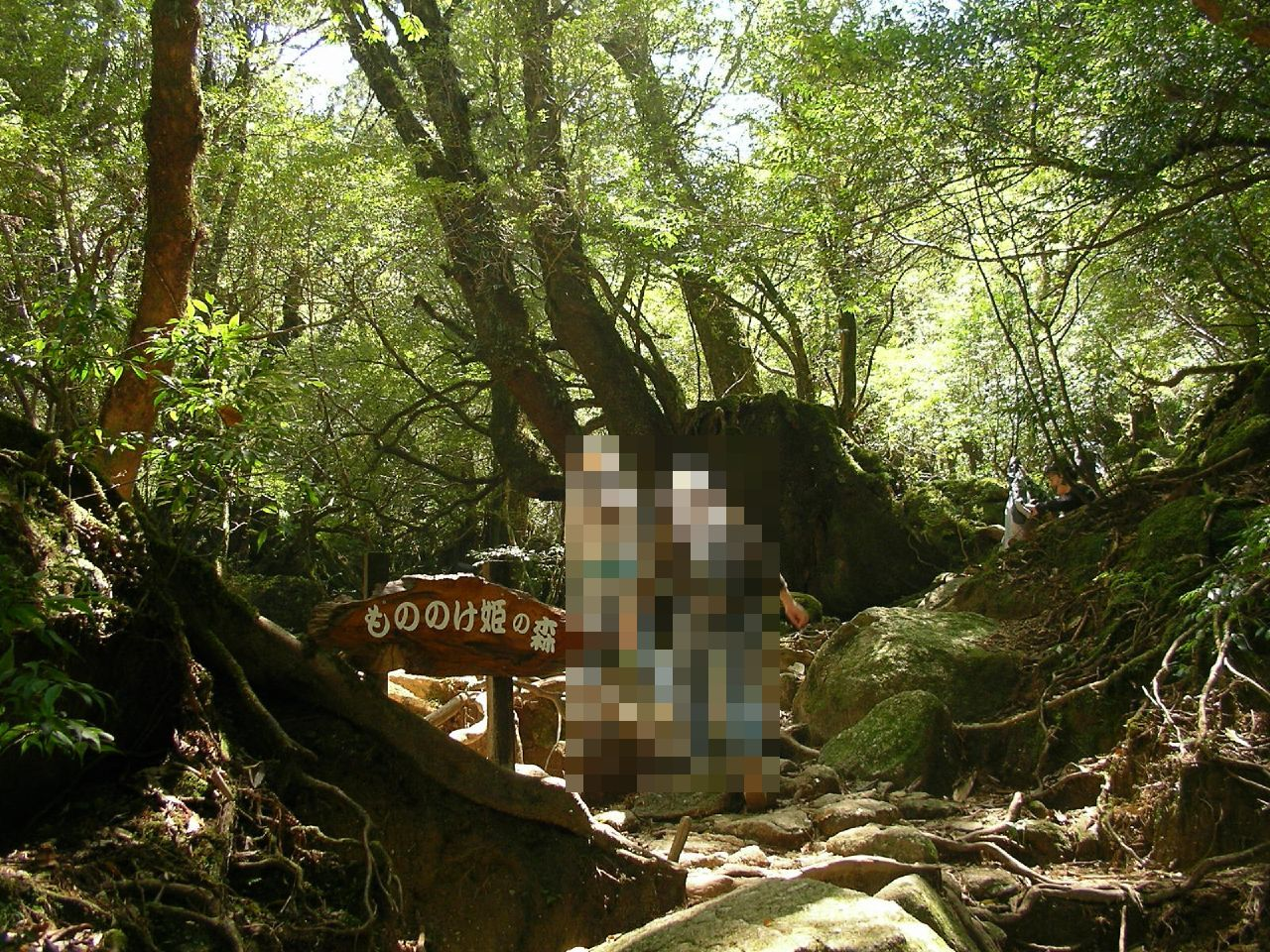
El bosque de Yakushima actúa como una atracción turística para los fanáticos de la película.

Inspirado por el director irlandés-estadounidense John Ford, quien es conocido por sus películas del medio oeste, Miyazaki creó la ciudad de hierro como una «ciudad de gente muy unida» y la pobló con «personajes de grupos marginados y minorías oprimidas que rara vez aparecen en películas japonesas», siendo también personajes «anhelantes, ambiciosos y fuertes». Miyazaki ha dicho que no quería crear una historia precisa acerca del Japón medieval, sino que en su lugar quería «retratar los comienzos del conflicto aparentemente insoluble entre el mundo natural y la civilización industrial moderna». Los paisajes que aparecen en la película fueron inspirados por los bosques de Yakushima. A pesar de que el filme está situado durante el período Muromachi, el período de tiempo real de la princesa Mononoke representa «un choque simbólico de tres razas proto-japonesas (Jōmon, Yamato y Emishi)».
La princesa Mononoke fue producida con un presupuesto estimado de ¥2 100 000 000 (aproximadamente USD$23 500 000). Sus escenas fueron mayormente dibujadas a mano, pero también incorpora animación hecha por computadora durante unos pocos minutos del metraje. Las escenas animadas por computadora fueron diseñadas para mezclar y apoyar la animación tradicional de las células de película, y se utilizan principalmente en imágenes que consisten en una mezcla de gráficos generados por computadora y dibujo a mano. Otros diez minutos del filme utilizan pintura digital, una técnica utilizada en todas las películas posteriores de Studio Ghibli. La mayor parte de la película está coloreada con pintura tradicional, basada en los esquemas de color diseñados por Miyazaki y Michiyo Yasuda. Sin embargo, los productores acordaron la instalación de ordenadores para lograr completar la película antes de la fecha de estreno en Japón.

## Recepción
La película fue un éxito masivo en Japón y entre fanáticos del anime y de las películas arthouse en países anglohablantes. En esos países fue ampliamente interpretada como una película sobre el medio ambiente, contada bajo el marco de la mitología japonesa. Es interesante notar que Miramax, subsidiaria de The Walt Disney Company, eligió invertir una gran suma de dinero en la creación del doblaje en inglés con actores y actrices famosos. Sin embargo, cuando la distribuyeron en cines, hubo poca o ninguna publicidad, dándole una distribución muy limitada en unos pocos cines y solo durante un cortísimo período. Muchos fanáticos de anime no se enteraron de que la película había estado en cines hasta que fue demasiado tarde. Disney más tarde se disculpó por no haber publicitado más la cinta, pues aparentemente esperaban que incluso bajo esas condiciones le iría tan bien en Estados Unidos como lo hizo en Japón. Desde entonces, las ventas en DVD han ido mucho mejor por no tener disponibilidad limitada.
Entre otros méritos, sirvió de inspiración al episodio final de Fantasía 2000, de Disney.[cita requerida] Además, desbancó en su país de origen del puesto de película más taquillera de la historia a Titanic, de James Cameron. Después, la propia Mononoke Hime sería desbancada por el siguiente largometraje de Miyazaki, El viaje de Chihiro. Esta película fue merecedora del Oso de Oro del 52.º Festival de cine de Berlín, en el año 2002.